# Върбово (област Хасково)
Вижте пояснителната страница за други значения на Върбово.
Върбово е село в Южна България. То се намира в община Харманли, област Хасково.

## География
Село Върбово се намира в планински район. Селото е разположено на 22 км южно от гр. Харманли – в северните склонове на Източните Родопи – /Гората/Средната надморска височина е 222 м. През селото тече река Яндере, която е приток на Бисерска река. Село Върбово има благоприятно физикогеографско положение. На север и на изток от селото се намира равнинна част, която се обработва, а на запад е разположена равнинна гора. Преобладават червеноземни и канелено-горски почви. Добре развито в този район и до наши дни е тютюнопроизводството и лозарството.

## История
Според гръцки източници – VІІ-ІІІ век преди Христа в района първи се заселват траките. В този район са живели планинските траки, които са били едри и здрави хора. Те са били в контакт с одрисите, населяващи поречието на река Марица. Според намерените останки тракийски селища в региона имало в местността „Азлъбунар“, „Кюприйката“и „Голямото келеме“ – и в днешно време могилите там са запазени. 
Село Върбово се споменава в турския регистър още през 1506 г. – по това време местните жители са 106 на брой и обитавали 12 къщи. По-късно през 1800 г. вече в село има 46 къщи /58 семейства/ с 518 жители. През 1950 г. в селото има 1125 жители, през 1973 г. – 723 жители, 1985 г. едва 523.
Името на харманлийското село се споменава в криминална хроника от 29 август 1935 г.

## Културни и природни забележителности
Има красива природа, прекрасно за отдих и почивка. Може да се лови риба в язовира близо до Орешец.

## Редовни събития
- Ежегоден събор на селото през първата събота на септември.